# Salvatore Lo Piccolo
Salvatore Lo Piccolo, detto il barone (Palermo, 20 luglio 1942), è un mafioso italiano, legato a Cosa nostra.

## Biografia
Cresciuto a Palermo tra la borgata di Cardillo e di San Lorenzo, autista dell'allora boss Rosario Riccobono (ucciso dai Corleonesi nel 1982), latitante dal 1983, era ricercato dal 1998 per omicidio e dal 2001 per associazione mafiosa. Lo Piccolo era capomandamento di San Lorenzo, che comprendeva le cosche di San Lorenzo, Partanna-Mondello e Tommaso Natale; gestiva il traffico di cocaina e del pizzo nel mandamento di San Lorenzo e il clan puntava anche al controllo degli appalti pubblici, alle estorsioni e alla sistematica esazione di una quota delle utenze elettriche del quartiere Zen.
Dopo l'arresto di Bernardo Provenzano fece un'alleanza con Matteo Messina Denaro, però aveva anche una rivalità con il boss Nino Rotolo; il casus belli fu il ritorno del clan Inzerillo perché per una parte Lo Piccolo era d'accordo per il ritorno per continuare con il narcotraffico e dall'altra Rotolo aveva paura per una vendetta degli Inzerillo. Un esempio fu nell'estate del 2007, quando si annunciò a Palermo una possibile guerra di mafia per alcuni omicidi, come quello di un pensionato innocente di nome Giuseppe D'Angelo (freddato perché scambiato per il boss Lino Spatola) e poi dello stesso Lino Spatola, ma venne arrestato a Giardinello dalla sezione Catturandi della Polizia di Stato il 5 novembre 2007, dopo 25 anni di latitanza insieme al figlio Sandro (9 anni latitante) ed i presunti "reggenti" dei mandamenti di Brancaccio e Carini, Andrea Adamo e Gaspare Pulizzi.

### Sentenze
- Nel 2001, è condannato all'ergastolo in contumacia per alcuni omicidi della seconda guerra di mafia.
- Nel 2014, la prima Corte d'Assise di Palermo gli infligge altro ergastolo per l'omicidio del maresciallo Calogero Di Bona, scomparso nel 1979 e mai più ritrovato. La terza Corte d'Appello di Palermo, il 2 novembre 2015, ha riconfermato tale condanna.[4]
- Nel 2017, venne condannato a 30 anni insieme al figlio Sandro per l'omicidio dell'imprenditore e pentito Felice Orlando.[5]

## Dopo l'arresto
Tra i documenti che gli inquirenti hanno sequestrato al boss, appare un curioso e singolare decalogo del perfetto mafioso così riportato da fonti ufficiali (con gli originali errori di ortografia e lingua):
1. "Non ci si può presentare da soli ad un altro amico nostro - se non è un terzo a farlo".
2. "Non si guardano mogli di amici nostri".
3. "Non si fanno comparati (patti) con gli sbirri".
4. "Non si frequentano né taverne e né circoli".
5. "Si ha il dovere in qualsiasi momento di essere disponibile a Cosa Nostra. Anche se c'è la moglie che sta per partorire".
6. "Si rispettano in maniera categorica gli appuntamenti".
7. "Si deve portare rispetto alla moglie".
8. "Quando si è chiamati a sapere qualcosa si dovrà dire la verità".
9. "Non ci si può appropriare di soldi che sono di altri e di altre famiglie".
10. "Chi non può entrare a far parte di Cosa Nostra: chi ha un parente stretto nelle varie forze dell'ordine, chi ha tradimenti sentimentali in famiglia, chi ha un comportamento pessimo e che non tiene ai valori morali".

Le regole di affiliazione a "Cosa Nostra", la sua struttura gerarchica interna e le regole comportamentali per i propri membri erano già state ampiamente capite da Giovanni Falcone e Paolo Borsellino, durante gli anni '80, a seguito delle testimonianze dei primi pentiti illustri.
A Lo Piccolo rispondevano i clan di Cosa Nostra operanti nel Nord Italia, in particolare in Lombardia e Piemonte. In un pizzino del boss si legge di una sala bingo o qualcosa di simile affiancata a un grande centro commerciale in Piemonte che doveva essere mantenuta sotto il controllo dei siciliani, in modo da tenere lontane eventuali infiltrazioni calabresi; è l'ennesima prova di un business nel Nord Italia in cui Cosa Nostra e 'Ndrangheta si spartiscono il territorio in modo prevalentemente diplomatico.